# Roberto Herrera (cyclisme)
Pour les articles homonymes, voir Herrera.
Herrera  Peralta est un nom espagnol. Le premier nom de famille, en général paternel, est Herrera ; le second, en général maternel, souvent omis, est Peralta.
Roberto José Herrera Peralta, né le 8 septembre 2001, est un coureur cycliste panaméen.

## Biographie
En 2019, Roberto Herrera termine sixième de la course en ligne et neuvième du contre-la-montre aux championnats du Panama juniors (moins de 19 ans). L'année suivante, il se classe deuxième et troisième des championnats nationaux chez les espoirs (moins de 23 ans). Il est également médaillé de bronze au championnat d'Amérique centrale du contre-la-montre espoirs à David,.
Il intègre la nouvelle équipe nouvelle continentale Panamá es Cultura y Valores en 2021, destinée aux meilleurs coureurs du pays. En juin, il devient double championn du Panama espoirs, en ligne et en contre-la-montre. Il représente ensuite son pays au mois de septembre lors des championnats du monde, disputés en Flandre. Toujours dans sa catégorie, il finit 62e du contre-la-montre puis abandonne lors de l'épreuve en ligne. En octobre, il est sacré champion national de cross-country éliminatoire en VTT.

## Palmarès sur route

### Par année
- 2020
  - 2e du championnat du Panama sur route espoirs
  - 3e du championnat du Panama du contre-la-montre espoirs
  -  Médaillé de bronze du championnat d'Amérique centrale du contre-la-montre espoirs
- 2021
  -  Champion du Panama sur route espoirs
  -  Champion du Panama du contre-la-montre espoirs
  - 1rea étape de la Vuelta a Chiriquí (contre-la-montre par équipes)
- 2022
  - 2e étape de la Vuelta de la Juventud Panama
  - 2e du championnat du Panama du contre-la-montre espoirs
  - 3e du championnat du Panama sur route espoirs
  -  Médaillé de bronze du championnat d'Amérique centrale du contre-la-montre espoirs
- 2023
  -  Médaillé de bronze du championnat d'Amérique centrale du contre-la-montre espoirs

### Classements mondiaux
| Année                                 | 2020 | 2021 | 2022  | 2023 |
| ------------------------------------- | ---- | ---- | ----- | ---- |
| Classement mondial                    | 766e | 649e | 1202e | 921e |
| UCI America Tour                      | 57e  | 69e  | 153e  | nc   |
|                                       |      |      |       |      |
| Légende : nc = non classéSource : UCI |      |      |       |      |

## Palmarès en VTT
- 2021
  -  Champion du Panama de cross-country eliminator